# Chris Moneymaker
Chris Moneymaker, född 21 november 1975 i Atlanta, är en amerikansk pokerspelare och vinnare av huvudturneringen ($10 000 inköp No limit Texas Hold'em) vid World Series of Poker 2003. Denna vinst ses av många som en i raden av orsakerna till 2000-talets pokerboom.
Moneymaker hade enbart spelat poker på internet innan tävlingen 2003. Han vann sitt inköp till mästerskapet i en satelliturnering på pokersajten Pokerstars. I finalen när han var heads-up mot pokerproffset Sam Farha sägs det att Chris erbjöd Farha att dela på pengarna och bara spela om titeln. Men Farha tackade nej och Chris Moneymaker vann både titeln och förstapriset på $2 500 000. Sam Farha fick $1 300 000 i andrapris. Efter detta tog pokerboomen fart. Följande år, 2004, deltog 2 576 spelare i huvudevenemanget i WSOP, att jämföras med 839 år 2003.
Moneymaker hade kontrakt med Pokerstars fram till slutet av 2020, han spelade namnet Money800.
Finalhanden i WSOP 2003
- Moneymakers hålkort: 4♠-5♦
- Farhas hålkort: 10♦-Kn♥
- Flop: Kn♥-5♠-4♣ Chris checkraisar och Sam går all-in, Chris synar
- Turn: 8♦
- River: 5♥
- Resultat: Moneymaker vinner med kåk (fyror och femmor), mot Farhas tvåpar (knektar och femmor).

## Andra pokerturneringar
På World Poker Tour slutade Manimaker på andra plats i Shooting Stars-turneringen 2004 och vann 200 000 dollar.
Moneymaker slutade på sjätte plats i 2008 World Championship of Online Poker's 5th $10.300 No-Limit Hold'em-tävling och tjänade mer än $139.000 i prispengar. Han gjorde också bra ifrån sig i Event 16, en $215 Pot-Limit Omaha med rebuys-turnering där han slutade på femte plats och tjänade över $28.000. 
I juli 2009 vann Manimaker Deep Stack Pot Limit Omaha-formatet i World Poker Open för $15 889.
2011 slutade Moneymaker på 11:e plats i huvudtävlingen PokerStars Caribbean Adventure och tjänade 130 000 dollar.
2011 kom Manimaker tvåa i National Heads-Up Poker Championship mot Eric Seidel och tjänade 300 000 dollar.
Från och med 2022 överstiger hans totala vinster i liveturneringar $3 950 000, varav han har tjänat över $2 550 000 på World Series of Poker.
Manimaker valdes in i Poker Hall of Fame 2019.

## Personligt liv
Manimaker har varit gift två gånger. Han och hans första fru skilde sig 2004. Manimaker har en dotter från sitt första äktenskap. År 2005 gifte han om sig. 

## Manimaker-effekten
Moneymaker-effekten är den plötsliga ökningen av intresset för poker efter 2003 års huvudtävling i World Series of Poker.
Enligt en artikel i Las Vegas Sun anses Moneymakers vinst vara början på "pokergalen" tillsammans med TV-sända turneringar med kameror med slutna kort och den ökande populariteten för onlinepoker.